# Adscita statices
Espèce
Le Procris de l'oseille (Adscita statices), aussi appelé la Turquoise ou Turquoise de la sarcille, est une espèce de lépidoptères (papillons) de la famille des Zygaenidae et de la sous-famille des Procridinae.

## Description
L’imago mesure de 24 à 31 mm d'envergure pour le mâle, et de 19 à 25 mm d'envergure pour la femelle.
Le dessus des ailes antérieures, le thorax et la tête sont bleu turquoise brillant. Le dessus des ailes postérieures, rarement visible, est gris.
Adscita statices ne peut pas être distinguée des autres espèces du genre Adscita par ses caractères externes ; une identification fiable requiert un examen des pièces génitales.

## Systématique
L'espèce Adscita statices a été décrite en 1758 par le naturaliste suédois Carl von Linné, sous le nom initial de Sphinx statices.

### Synonymes
- Sphinx statices Linnaeus, 1758 – protonyme
- Procris statices (Linnaeus, 1758)
- Adscita turcosa Retzius, 1783
- Procris heuseri Reichl, 1964

## Répartition et habitat
En France métropolitaine, Adscita statices se retrouve presque partout, mais est absent de Corse. 
Adscita statices vole surtout dans les prairies, où se trouve sa plante de prédilection, Rumex acetosa.

## Biologie
L'imago vole de mai à août, parfois encore en septembre. 
La chenille se nourrit de plantes du genre Rumex, dont Rumex acetosella ou Rumex acetosa.